# Technika

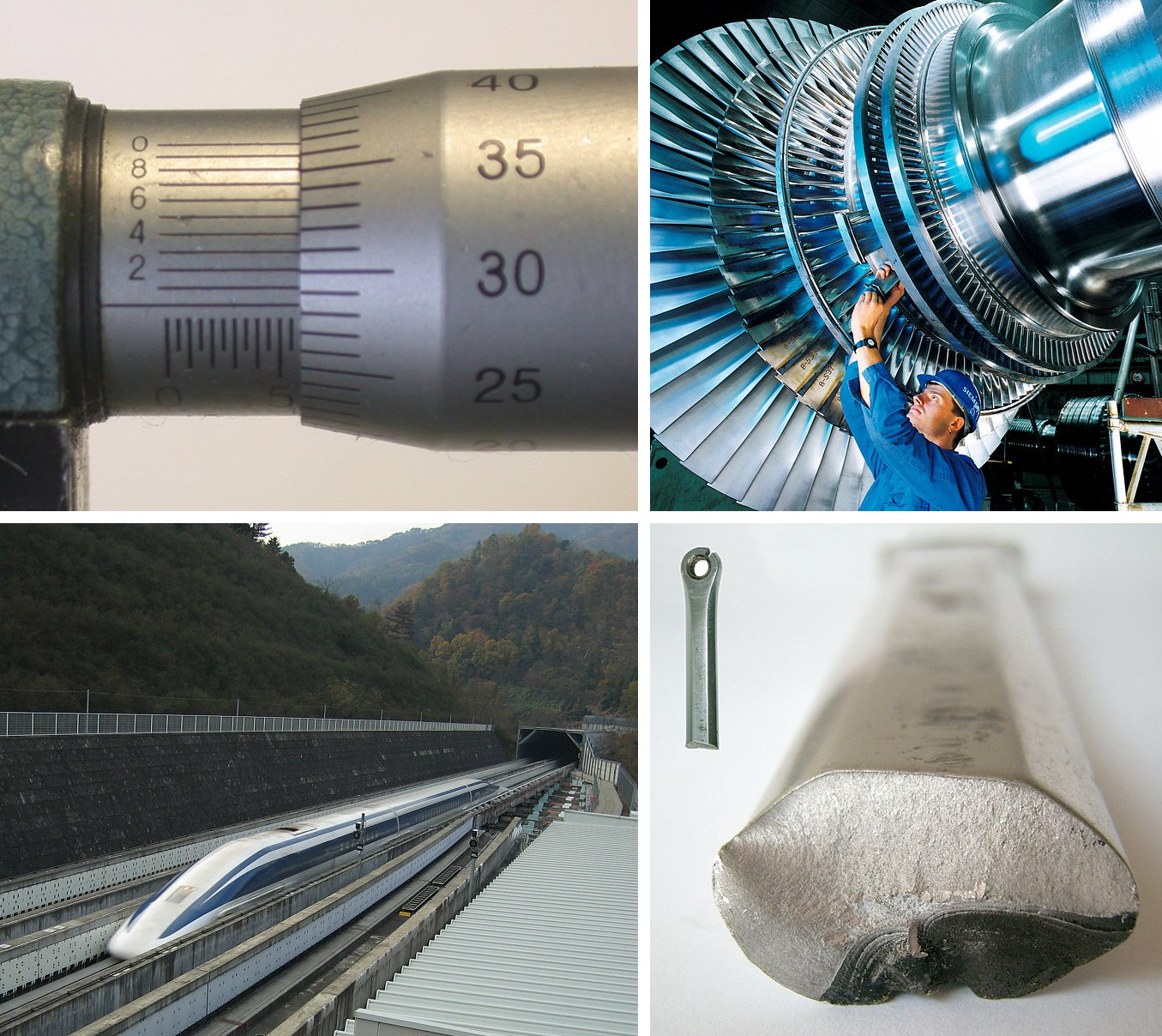
Wynalazki techniczne (od góry): po lewej mikrometr i kolej magnetyczna Maglev, po prawej turbina parowa i ramię pedału rowerowego

Technika (stgr. τέχνη, technē  „sztuka, rzemiosło, kunszt, umiejętność”) – wytwarzanie zjawisk i przedmiotów niewystępujących naturalnie w przyrodzie. Pojęcie techniki bywa potocznie utożsamiane z technologią, czyli wiedzą o wytwarzaniu za pomocą środków technicznych.
Słowo „technika” określa też same urządzenia techniczne, a także sposób wykonywania określonych czynności (na przykład technika gry na skrzypcach, technika malowania obrazów, technika walki zapaśniczej). 
Działalnością badawczą w dziedzinie techniki zajmują się nauki techniczne i inżynieria. Tak zdefiniowana technika stanowi zasadniczy składnik cywilizacji.
Niektóre nauki i działalności w dziedzinie techniki:
- akustyka
- architektura i urbanistyka
- automatyka i robotyka
- biocybernetyka i inżynieria biomedyczna
- budownictwo
- elektronika
- elektrotechnika
- energetyka, w tym energetyka jądrowa
- geodezja i kartografia
- informatyka
- inżynieria materiałowa
- inżynieria procesowa
- inżynieria środowiska
- maszynoznawstwo
- materiałoznawstwo
- mechanika
- metalurgia
- okrętownictwo
- poligrafia
- pożarnictwo
- telekomunikacja
- transport